# Zbory Boże w Angoli
Zbory Boże w Angoli (ang. Assemblies of God of Angola) – największa denominacja protestancka w Angoli. Ma charakter zielonoświątkowy i wchodzi w skład Światowej Wspólnoty Zborów Bożych. Zbory Boże liczą w Angoli ponad 2 miliony wiernych (ok. 10% ludności kraju). Szacunki wskazują, że tylko 0,5 tys. z ponad 10 tys. pastorów posiadają jakiekolwiek formalne szkolenie biblijne.